# Stádlec
Stádlec (deutsch Stachletz auch Stahletz) ist eine Minderstadt im Okres Tábor mit zirka 560 Einwohnern. Sie liegt etwas abseits des Flusses Lainsitz neun Kilometer nördlich von Bechyně und etwa 15 km südwestlich von Tábor in Tschechien.

## Geschichte
Die erste schriftliche Erwähnung des Dorfes stammt aus 1287. In einem mit dem 2. Juni 1278 datierten Dokument bestätigt der böhmische König Wenzel II. den Besitzwechsel, Stádlec ging im Tausch gegen ein anderes Dorf von Zawisch von Falkenstein an Heinrich I. von Rosenberg. Im Dorf befand sich eine Hochburg, die wahrscheinlich von einem Wassergraben geschützt war.
1459 verkauften die Herren von Rosenberg das Dorf und seine Gründe. Zu Beginn des 17. Jahrhunderts werden in Stadlec Hochburg, Meierei, Brauerei mit Gasthaus und zwei Schafzuchten erwähnt. Das Dorf wurde 1622 im Dreißigjährigen Krieg durch die kaiserliche Armee niedergebrannt. 1713 gehörte Stadlec dem Grafen Johann Norbert von Pötting. 1721 verkaufte es Franziska Leopoldine von Pötting, geb. Freiin von Seeberg an Ferdinand Franz von Rican. Nächster Eigentümer war Lorenz Anton Preinhölder aus Budweis. Durch seine Heirat mit der Stieftochter von Preinhölder, Caroline von Gube erhielt Anton Karl Schönpflug von Gamsenberg das Gut als Mitgift. Darauf besaß es Adalbert Schönpflug von Gamsenberg und Kajetan Schönpflug von Gamsenberg (1759–1830). 1830 war die Besitzerin die Witwe Anna Schönpflug von Gamsenberg geb. Mandlik.
Seit 1700 besteht in Stádlec eine Schule, 1865 wurde das Dorf zur Gemeinde erhoben. Durch die Heirat mit Caroline von Gube erhielt Ende des 19. Jahrhunderts hatte Stádlec 111 Häuser, in denen 699 Einwohner wohnten, davon 63 Juden. Es bestanden zwei Mühlen. Zur Burg gehörten eine Brauerei, eine Brennerei (Jahresproduktion 833 hl Alkohol) und eine Ziegelei.

## Sehenswürdigkeiten

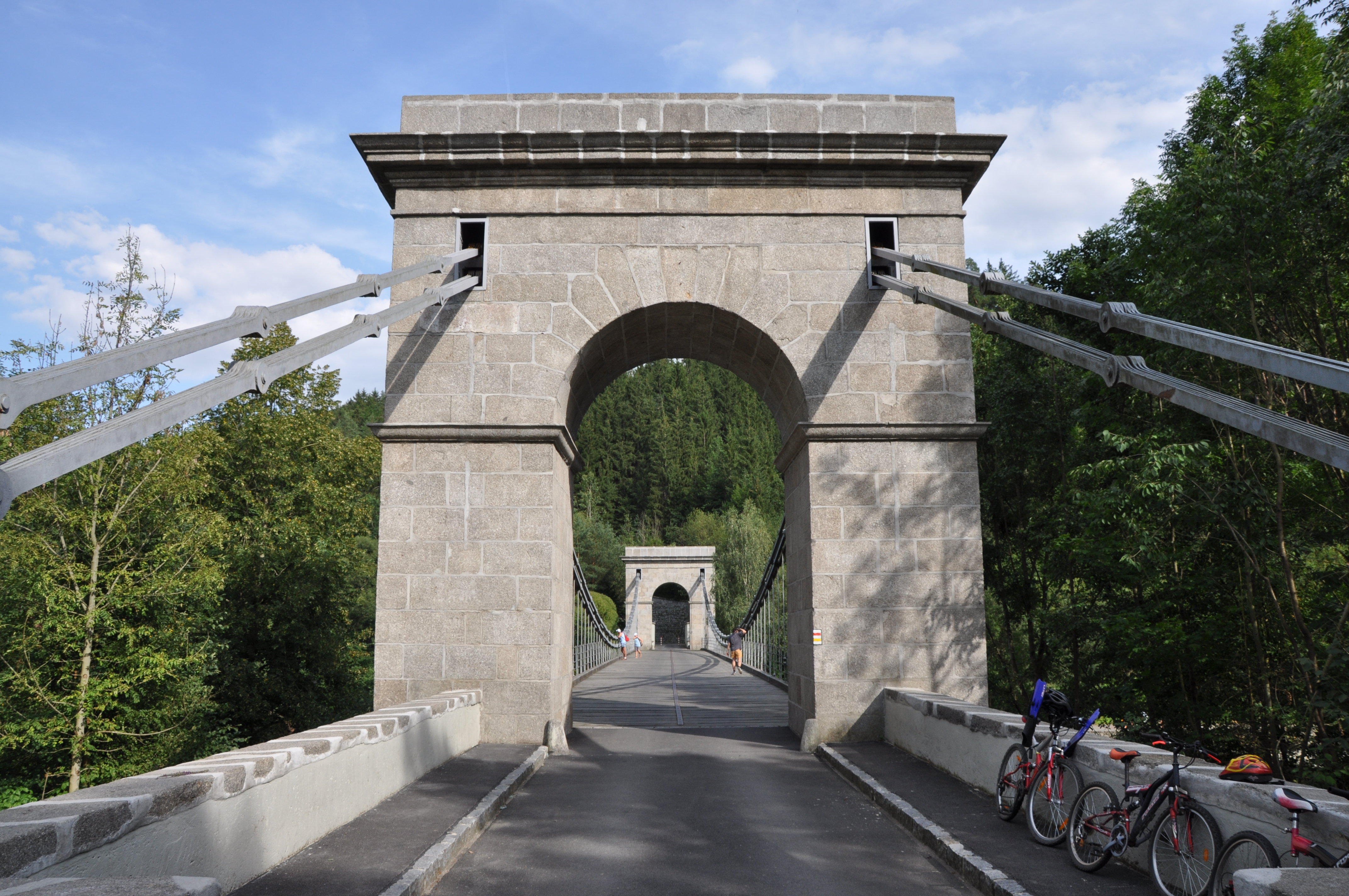
Brücke in Stádlec

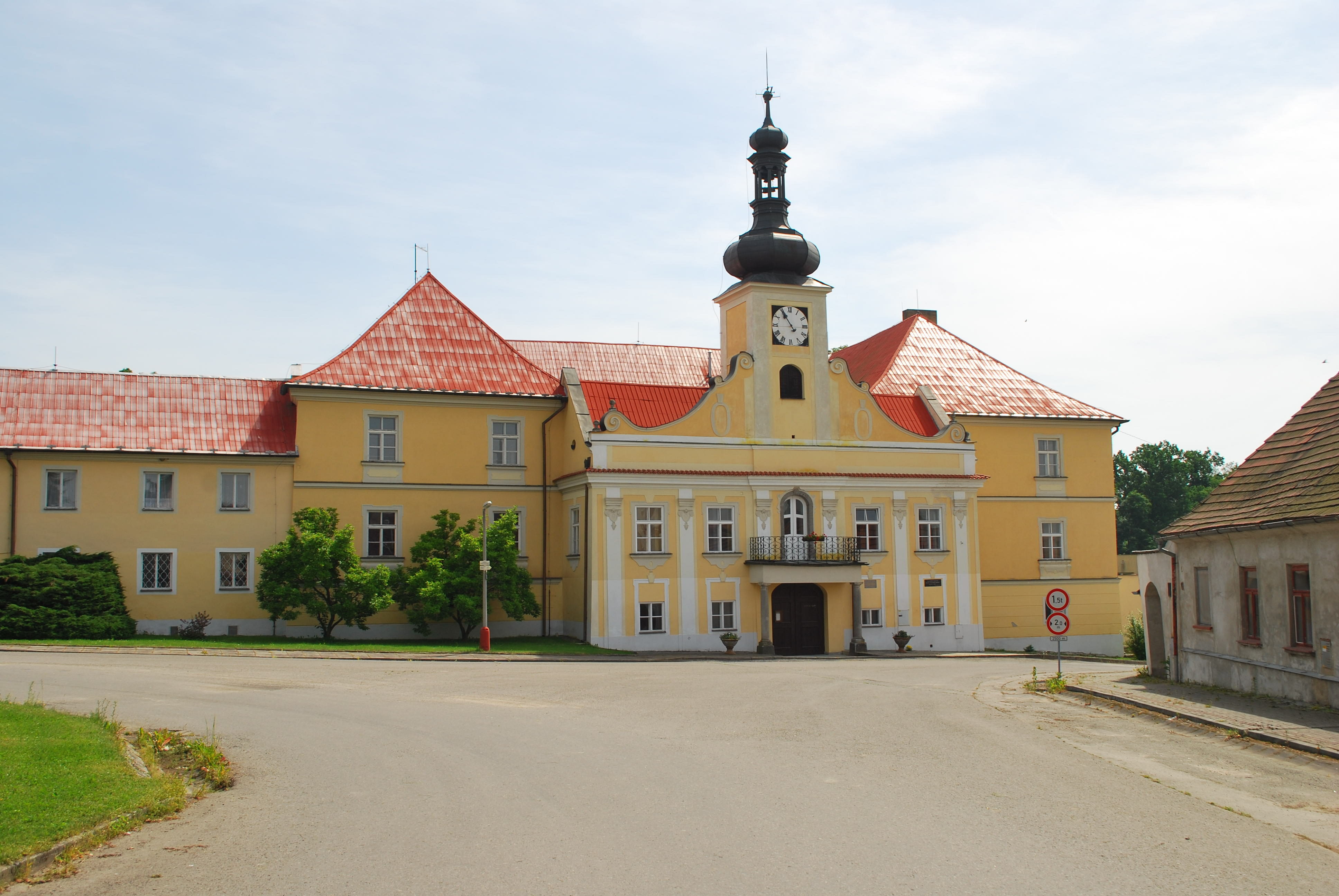
Schloss Stádlec

- Die Kettenbrücke über die Lainsitz ist eine der wenigen in Tschechien erhaltenen Kettenbrücken und als Nationales Kulturdenkmal geschützt. Beim Bau der Orlík-Talsperre wäre sie überflutet worden, so wurde sie 1974 demontiert und aus Podolsko nach Stádlec transportiert und als Teil der Straße III / 13711 wieder aufgebaut.
- Das spätbarocke Schloss Stádlec wurde in den Jahren 1830–1840 auf dem Gelände der ursprünglichen Festung erbaut. Ab 1870 gehörte es den Erben von Freiherr Fellner von Feldegg. Anna Fellner von Feldegg war die Schwiegertochter des Erfinders František Křižík, der im Jahr 1941 im Schloss verstarb. Das 1945 beschlagnahmte Gebäude wurde an die Familie Křižík restituiert und ist nicht öffentlich zugänglich.
- Barocke Statuen am Hauptplatz: hl. Florian, hl. Johannes Nepomuk und Skulpturengruppe der hl. Dreifaltigkeit
- Synagoge
- Jüdischen Friedhof (südlich des Dorfes)
- Haus Nr. 22
- Park Stromovka, gegründet im frühen 20. Jahrhundert

## Gemeindegliederung
Stádlec besteht aus den Ortsteilen Stádlec, Hájky, Křída, Slavňovice und Staré Sedlo (Altsattel).  Das Gemeindegebiet gliedert sich in die Katastralbezirke Křída u Stádlce, Slavňovice, Stádlec und Staré Sedlo u Stádlce.

## Söhne und Töchter der Gemeinde
- František Bernard Vaněk (1872–1943),  Schriftsteller, Mitglied der Tschechischen Akademie der Wissenschaften und Künste, römisch-katholischer Prälat und Opfer des Nationalsozialismus (wegen antinationalsozialistischer Predigten 1942 ins KZ Dachau gebracht)